# John Porcellino
John Porcellino (né le 18 septembre 1968 à Chicago) est un auteur américain de bande dessinée. 

## Biographie
Figure majeure du monde des minicomics américains, il publie son œuvre depuis 1989 dans King-Cat Comics. Son style, bien que très simple, a influencé de nombreux auteurs alternatifs américains.
Ses histoires, au départ surtout humoristiques, sont généralement inspirées par sa vie, de l'autofiction à l'autobiographie plus stricte. Dans les années 2000, son intérêt pour le zen s'est de plus en plus manifesté dans son travail, ce qui a suscité des réactions mitigées chez ses anciens suiveurs, mais lui en a valu de nouveaux.

## Publications

### Bande dessinée
- King-Cat Comics, auto-édité, depuis 1989. 72 numéros parus en août 2012.
- Perfect Exemple, Highwater Books, 2000. Réédité par Drawn and Quarterly en 2005.
- Diary of a Mosquito Abatement Man, Minneapolis : La Mano, 2005. Prix Ignatz du meilleur recueil 2005.
- Thourgh the Year With Gordon the Fox, San Francisco : Little Otsu, 2007.
- King-Cat Classix, Montréal : Drawn and Quarterly, 2007. Compilation des cinquante premiers KCC.
- Now We Are Forty, auto-édité, 2008.
- Thoreau at Walden, New York : Hyperion Books for Children, 2008.
- Map of My Heart, Montréal : Drawn and Quarterly, 2009. Compilation des KCC no 51 à 61.
- The Next Day, Toronto : Pop Sandbox, 2011.

### Poésie
- Three Poems about Fog, auto-édité, 2006.
- The Ones That Everybody Knows, auto-édité, 2007.
- On Ruby Hill. Poems, 1997-2002, auto-édité, 2009.

## Publications en français
- The King-Cat Collection, Genève : B.ü.L.b comix, 1998.
- Moon Lake Trails, Angoulême : Ego comme x, 2006.

- Tueur de moustiques, Bruxelles : l'employé du Moi, 2015.
- Egoscopic 10, collectif, Editions Studio FGH, 2016
- Chroniques cliniques, Bruxelles : l'employé du Moi, 2017